# فریتز بائر
فریتز بائر (انگلیسی: Fritz Bauer) یک سیاست‌مدار، دادستان و قاضی یهودی اهل آلمان بود. وی نقشی کلیدی در دستگیری آدولف آیشمن، یکی از برنامه‌‏ریزان هولوکاست، پس از پایان جنگ جهانی دوم و برگزاری دادگاه آشویتس فرانکفورت داشت.